# L'Accident de chasse
Ne doit pas être confondu avec le film Un accident de chasse.
L'Accident de chasse est un roman graphique de Landis Blair et David L. Carlson paru en français en 2020 chez l'éditeur Sonatine et traduit par Julie Sibony. La version originale de l'ouvrage, The Hunting Accident: A True Story of Crime and Poetry, est publiée chez First Second aux États-Unis en 2017. Le livre obtient le prix Ouest-France-Quai des Bulles en 2020 ainsi que le fauve d'or au festival d'Angoulême 2021.

## Résumé
Ayant perdu sa mère, Charlie Rizzo s'installe chez son père à Chicago : Matt Rizzo, écrivain, qui déclare à son fils avoir perdu la vue dans un accident de chasse. Alors que Charles est sur le point de basculer dans la délinquance, Matt lui raconte ses secrets sur l'origine réelle de sa cécité — « un braquage qui a mal tourné » — et sur son séjour au centre correctionnel de Stateville dans la même cellule que le célèbre criminel Nathan Leopold, passionné de littérature qui lui fait découvrir l'Enfer de Dante.

## Publication
- (en) David L. Carlson (scénario) et Landis Blair (dessin), The Hunting Accident: A True Story of Crime and Poetry, First Second, 2017 (ISBN 978-1-626-72676-5)
- (en) David L. Carlson (scénario) et Landis Blair (dessin) (trad. Julie Sibony), L'Accident de chasse, Sonatine, août 2020, 472 p. (ISBN 978-2-355-84781-3)

## Genèse de l'œuvre
En 1924 à Chicago, Nathan Leopold et Richard Loeb assassinent Bobby Franks, un adolescent de 14 ans. Cette célèbre affaire criminelle marque durablement la mémoire des habitants de Chicago.
Il s'agit du premier livre de David L. Carlson, devenu ami avec Charlie Rizzo. Landis Blair a passé trois ans à dessiner ce roman graphique.

## Récompenses
La version française remporte plusieurs prix :
- 2020 : prix Ouest-France-Quai des bulles[1]
- 2021 : fauve d'or au festival d'Angoulême 2021[2]
- 2021 : grand prix des lectrices de Elle (document)[5]